# Хаус (Штирия)
Хаус (нем. Haus (Steiermark)) — торговая община (нем. Marktgemeinde) в Австрии, в федеральной земле Штирия.
Входит в состав округа Лицен. Население составляет 2461 человек на 1 января 2016 года (2475 — на 31 декабря 2005 года). Занимает площадь 81,77 км². Официальный код — 61 217.

## Политическая ситуация
Бургомистр коммуны — Герхард Шутар (АНП) по результатам выборов 2015 года.
Совет представителей общины (нем. Gemeinderat) состоит из 15 мест.
- Народники (АНП) занимают 9 мест (9 в 2005г.)
- Социал-демократы (СДПА) занимают 2 места (5 в 2005г.)
- Независимые: 4 места (1 в 2005г.)